# Raffica - Balletti & Duetti
Raffica - Balletti & Duetti è la quarta raccolta raccolta ufficiale di Raffaella Carrà, pubblicata e distribuita nel 2008 dalla major discografica Sony Music.

## Il cofanetto
A un anno di distanza dal successo del cofanetto Raffica Carrà, che celebrava tutte le sigle televisive di Raffaella, Sony Music, Rai Trade e RCA Italiana decidono di pubblicarne un secondo (catalogo 88697409019), ancora composto da un DVD e due CD.
La raccolta tuttavia non ottiene lo stesso riscontro della precedente, nel 2008 i CD raggiungono al massimo la 66ª posizione degli album più venduti in Italia.
Il DVD contiene i filmati dei duetti televisivi con i più grandi personaggi dello spettacolo che sono intervenuti come ospiti nelle trasmissioni di Raffaella o con i quali l'artista ha semplicemente lavorato, per esempio: Alberto Sordi, Loretta Goggi, Massimo Ranieri, Don Lurio, Ginger Rogers, Sammy Davis Jr., Mina, le Gemelle Kessler, Patty Pravo e Jovanotti. 
I due CD audio invece contengono molte rarità del repertorio della cantante, alcune mai apparse prima su CD; tra questi versioni in lingua spagnola, francese ed inglese dei suoi principali successi, mai pubblicate sul il mercato italiano e, nel caso di I Like It, versione in inglese del Tuca tuca, completamente inedite.
Il secondo CD contiene inoltre Mary Jolie (titolo erroneamente riportato sul retro di copertina come Mary Joly), brano risalente alle sessioni di registrazione dell'album Raffaella (1978), che la soubrette interpretò anche nella trasmissione Ma che sera, ma che non fu inserito nell'album e rimase inedito su supporto discografico per trent'anni.
Le tracce dei CD sono state rese disponibili per il download digitale e per le piattaforme di streaming. Tuttavia queste edizioni digitali non sono complete, infatti del secondo CD sono state pubblicate in digitale solo 13 tracce invece delle 17 presenti su supporto, escludendo i brani Ahi, Casa dolce casa, Non so chi sei e Wagon Love Wagon Lit di proprietà della Fonit Cetra/Warner.
Il solo DVD è stato distribuito allegato al numero della rivista settimanale TV Sorrisi e Canzoni pubblicato il 12 gennaio 2009.

## Tracce
DVD
1. I Thank You Life (sigla iniziale DVD)
2. L'uomo ideale (con Alberto Sordi) – da Buonasera Raffaella - 1985
3. Tuca Tuca (con Alberto Sordi) – da Canzonissima 1970
4. Dialogo Carrà/Sordi – da Buonasera Raffaella - 1985
5. Fantasia balletti – da FantasticoTre - 1982
6. Bye Bye Baby (con Mina) – da Milleluci - 1974
7. Night and Day – da Ma che sera - 1978
8. I Say a Little Prayer – da Milleluci - 1974
9. Money money (con Loretta Goggi) (Money Makes the World Go Round[5]) – da Fantastico12 - 1991
10. Questo è l'uomo (Big Spender) – da Milleluci - 1974
11. Phantom of the Opera – da Raffaella Carrà Show - 1988
12. So quel che sempre piacerà (con Mina e le Gemelle Kessler) – da Milleluci - 1974
13. A Million Dollars – da Ma che sera - 1978
14. She's Lookin' Good – da Milleluci - 1974
15. Total Eclipse of the Heart – da Buonasera Raffaella - 1985
16. Fantasia musical (con Don Lurio) – da Canzonissima 1974
17. It's Raining Men – da Buonasera Raffaella - 1985
18. I Say Potato You Say Tomato (con Ginger Rogers) (Let's Call the Whole Thing Off[6]) – da Buonasera Raffaella - 1985
19. New York, New York (con Sammy Davis Jr.) – da Buonasera Raffaella - 1985
20. Fantasia Beatles (balletto) – da Ma che sera - 1978
21. Mi va di cantare (con Massimo Ranieri) – da Raffaella Carrà Show - 1988
22. Qui e là (con Patty Pravo) – da Buonasera Raffaella - 1985
23. Mary Jolie – da Ma che sera - 1978
24. We Don't Need Another Hero – da Buonasera Raffaella - 1985
25. Riproviamoci – da Raffaella Carrà Show - 1988
26. California (mix) – da Ma che sera (1978), FantasticoTre (1982) e Millemilioni (1980)
27. Didn't We Almost Have It All – da Raffaella Carrà Show - 1988
28. Fiesta (mix) – da Ma che sera (1978), Millemilioni (1980) e Carràmba! Che fortuna (dal 1998)
29. Mañana – da Millemilioni - 1980
30. Voglio tutto, soprattutto te (con Jovanotti) – da Il principe azzurro - 1989
31. Chissà se va – dal 51º Festival di Sanremo - 2001
32. In the City – da Millemilioni - 1980
33. Ciak (sigla finale DVD)

CD 1
1. Oh que musica maestro (Ma che musica maestro) – 3:16 (testo: Amart[7] Cholo Baltasar[8] – musica: Franco Pisano) – Inedito, 1970
2. Regue (Reggae Rrrrr!) – 2:43 (testo: Carmen García Lecha – musica: Franco Pisano) – 1971, inedito in Italia
3. Tuca tuca – 2:37 (testo: Gianni Boncompagni – musica: Franco Pisano) – 1971
4. El Borriquito – 3:42 (Peret[9]) – 1971
5. Perdono, non lo faccio più – 1:55 (testo: Gianni Boncompagni – musica: Franco Pisano) – 1971
6. I Say a Little Prayer – 3:11 (Hal David, Burt Bacharach) – 1971
7. She's Lookin' Good – 3:45 (Rodger Collins) – 1974
8. Ma che sera – 3:31 (Gianni Boncompagni) – 1974
9. T'ammazzerei – 2:57 – 1972
10. Era solo un mese fa – 5:07 – 1972
11. Lumière (Rumore) – 3:31 (testo: Andrea Lo Vecchio – musica: Guido Maria Ferilli) – 1974, inedito in Italia
12. Dreamin' of You (disco version) – 4:30 (Gianni Boncompagni, Paolo Ormi) – 1974
13. Male – 3:40 (testo: Gianni Boncompagni, Andrea Lo Vecchio – musica: Shel Shapiro) – 1975
14. 53 53 456 – 3:18 (Gianni Boncompagni) – 1975
15. Festa (Fiesta) – 3:17 (testo: Gianni Boncompagni – musica: Franco Bracardi, Paolo Ormi) – 1977
16. Il presidente – 3:41 (testo: Gianni Boncompagni – musica: Franco Bracardi) – 1977
17. L'uomo ideale – 3:14 (Francesco e Vanni Boccuzzi, Danilo Vaona) – 1985
18. Tuca tuca (remix) (main radio version) – 3:49 (testo: Gianni Boncompagni – musica: Franco Pisano) – Inedito, 2008

CD 2
1. I Like It (Tuca tuca) – 2:24 (testo: Gianni Boncompagni – musica: Franco Pisano) – Inedito, 2008
2. Accidenti a quella sera – 3:58 (Gianni Boncompagni) – 1972
3. Tuca tuca, si – 2:38 (testo: Gianni Boncompagni – musica: Franco Pisano) – 1972
4. 03 03 456 – 3:20 (Gianni Boncompagni) – 1976
5. Do It Do It Again (A far l'amore comincia tu) – 2:43 (testo: Ann Reid Collin – musica: Franco Bracardi) – 1978
6. California (english album version) – 3:59 (testo: Gianni Boncompagni, Ann Reid Collin – musica: Gianni Boncompagni, Paolo Ormi, Franco Bracardi) – 1978
7. A Million Dollars – 2:50 (testo: Gianni Boncompagni, Ann Reid Collin – musica: Gianni Boncompagni, Paolo Ormi) – 1978
8. Riproviamoci – 3:38 (testo: Antonello De Sanctis – musica: Adelmo Musso) – 1979
9. Ciak – 3:03 (testo: Cristiano Malgioglio – musica: Corrado Castellari) – 1979
10. Pedro (spanish version) – 3:22 (testo: Luis Gómez Escolar – musica: Gianni Boncompagni, Paolo Ormi, Franco Bracardi) – 1980
11. In the City – 2:25 (testo: P. Fin, Gianni Boncompagni – musica: Gianni Boncompagni, Paolo Ormi) – 1980
12. Soli sulla luna – 3:05 (testo: Depsa – musica: Angelo Valsiglio, Daniele Pace) – 1983, inedito su album o CD
13. Ahi – 3:10 (testo: Depsa – musica: Angelo Valsiglio, Daniele Pace) – 1983, inedito su album o CD
14. Casa dolce casa – 3:41 (testo: Franco Migliacci – musica: Franco Bracardi, Anna Rita Della Rosa) – 1986, inedito su CD
15. Non so chi sei – 3:39 (testo: Franco Migliacci – musica: Franco Bracardi, Anna Rita Della Rosa) – 1986, inedito su CD
16. Wagon Love Wagon Lit – 3:25 (testo: Franco Migliacci – musica: Franco Bracardi, Danilo Vaona) – 1986, inedito su CD
17. Mary Jolie – 3:04 (testo: Gianni Boncompagni – musica: Franco Bracardi) – Inedito, 2008

## Classifiche
| Classifica (2008) | Posizione massima |
| ----------------- | ----------------- |
| Italia            | 66                |
| Italia (DVD)      | 20                |